# Bazooka Sue
Bazooka Sue ist ein Point-and-Click-Adventure-Computerspiel im Zeichentrick-Stil, das von Starbyte entwickelt wurde und 1997 für MS-DOS erschien. Es war das letzte Spiel des Entwicklers vor dessen Insolvenz. Das Spiel wurde als Beigabe auf dem PC Joker 11/1997 sowie in Budget-Kompilationen wie Gold Games aufgenommen.

## Handlung
Die titelgebende Heldin ist ein anthropomorphes Hausschwein. Sie wurde aufgrund ihrer Modelmaße zum Playmate des Monats gewählt. Aufgrund von Geschwindigkeitsübertretung und Schwarzbrennerei wird sie vom örtlichen Sheriff und dem FBI gesucht. Sie flüchtet sich in die fiktive Kleinstadt Swamp Rock.

## Spielprinzip
Gesteuert wird über einen kontextsensitiven Mauszeiger, der über interaktiven Elementen erscheint. Mit der rechten Maustaste lässt sich zwischen Symbolen umschalten, die genretypische Aktionen auslösen. Mit einer Lupe kann ein Bild im Bild eingeblendet werden.

## Entwicklung
Die Veröffentlichung war für Januar 1995 geplant. Es kam jedoch zum Streit zwischen Programmierer Volker Zinke und Starbyte, sodass dieser das Projekt samt Spiel-Engine verließ. Nach einem zweijährigen Gerichtsstreit einigte man sich gütlich. Zwei neue Entwickler, Carsten Wieland und Axel Plinge überarbeiteten Grafik, Rätsel und Animationen. Die verzweigten Lösungswege wurden gestrichen, ebenso wie die geplante Diskettenversion.

## Rezeption
PC Joker wertete für die verspätete Endfassung ab und machte technische Probleme beim Bildlauf sowie beim Bedienkomfort aus. Positiv wurden die Besetzung der deutschen Sprecher und die detaillierte Grafik bewertet. Petra Maueröder betonte, dass zuvor erschienene SVGA-Adventures witziger, professioneller animiert und auch besser synchronisiert seien. Der Schwierigkeitsgrad sei aufgrund zahlreicher Orte und weit hergeholter Puzzle bereits zu Beginn sehr hoch. PC Action bemängelte vor allem die planlos verteilten Gegenstände und erzwungenen Rätsel. Power Play beurteilte den Humor als peinlich und daneben. Auch die Selbstreferenzierung des Entwicklerstudios nerve. Die handgemalten Grafiken hingegen seien stimmungsvoll. Jörg Langer von PC Player bezeichnete Bazooka Sue als niveaulos und machte Probleme bei der Erkennung der Soundkarte unter Microsoft Windows aus. Die Untertitel seien schwer lesbar.
Adventure Corner bemängelte retrospektiv den pubertären Humor und die platten Dialoge. Durch fehlende Hinweise stehe der Spieler oft hilflos vor den unlogischen Rätsel und dem unbeschrifteten Inventar. Der Insiderhumor zünde nicht.